# Ballistit
Ballistit er et røgfrit sprængstof, der fremstilles af nitrocellulose og nitroglycerin. Det blev udviklet og patenteret af Alfred Nobel i slutningen af 1800-tallet. 
| Kemi | Spire Denne artikel om kemi er en spire som bør udbygges. Du er velkommen til at hjælpe Wikipedia ved at udvide den. |